# Filellum antarcticum
Filellum antarcticum is een hydroïdpoliep uit de familie Lafoeidae. De poliep komt uit het geslacht Filellum. Filellum antarcticum werd in 1904 voor het eerst wetenschappelijk beschreven door Hartlaub. 